# Заградовка (Северо-Казахстанская область)
Заградовка (каз. Заградов) — село в Есильском районе Северо-Казахстанской области Казахстана. Административный центр Заградовского сельского округа.

## География
Находится в 75 км от райцентра села Явленки и в 160 км от областного центра Петропавловска. Рядом с Заградовкой расположено озеро Жаманколь.

## История
Село было основано в 1908 году.
В 1957 на базе местных колхозов образован совхоз «Заградовский». Он специализировался на производстве зерна и мясо-молочном скотоводстве. В 1995 совхоз был реорганизован в ТОО «Заградовское».

## Население
В 1999 году население Заградовки составляло 1125 человек (557 мужчин и 568 женщин). По данным переписи 2009 года в селе проживало 1000 человек (496 мужчин и 504 женщины).

## Экономика
Значительная часть населения занята в сфере сельского хозяйства, мелкого бизнеса. В селе работают аптечный пункт, почтовое отделение, узел связи, две АЗС и несколько магазинов. В Заградовке имеется две пекарни и одно производство масла. Для обогрева некоторых производственных помещений используются энергоустановки, работающие на соломе.

### Инфраструктура
В селе имеются фельдшерско-акушерский пункт, акимат сельского округа, средняя школа, а также дошкольный мини-центр при ней. С другими населёнными пунктами Заградовка связана автодорогами с твёрдым покрытием.

## Культура
В селе расположены библиотека и дом культуры, установлен бюст Героя Советского Союза Александра Матвеевича Ершова, а также памятник односельчанам, погибшим в годы Великой Отечественной войны.